# 两栖螺科
两栖螺科（學名：Amphibolidae）是一個會呼吸空氣的蝸牛的科，其物種皆為有螺厣的陸生肺螺類腹足綱軟體動物。

## 分類學

### 2005年分類
根據2005年的《布歇特和洛克羅伊的腹足類分類》，本總科是有肺類之下的基眼類非正式群組 。

### 2010年分類
根據2010年的分類，本總科從有肺類移往泛有肺類支序。

### 2017年分類
根據2017年的《布歇特和洛克羅伊的腹足類分類》，泛有肺類不再存在，本總科被移往Pylopulmonata總目。

### 屬
本科包括下列各屬與物種：
- Amphibola Schumacher, 1817 [1]
- Lactiforis Golding, Ponder & Byrne, 2007[1]
- Naranjia Golding, Ponder & Byrne, 2007：只有汕头两栖螺（Naranjia swatowensis (Yen, 1939)）一個物種[1]；
- Phallomedusa Golding, Ponder & Byrne, 2007
- Salinator Hedley, 1900[1]

異名
- Ampullacera Quoy & Gaimard, 1832: synonym of Amphibola Schumacher, 1817
- Thallicera Swainson, 1840: synonym of Amphibola Schumacher, 1817